# Духови (Гарешница)
Духови су насељено место у саставу града Гарешнице у Бјеловарско-билогорској жупанији, Република Хрватска.

## Историја
До територијалне реорганизације насеље се налазило у саставу бивше општине Дарувар, у западној Славонији.

## Становништво
По попису из 2001. године село је имало 130 становника. На попису становништва 2011. године, насеље Духови је имало 111 становника.
| Националност       | 1991.       | 1981.        | 1971.        | 1961.        |
| Срби               | 97 (58,78%) | 106 (53,00%) | 175 (70,00%) | 199 (65,24%) |
| Хрвати             | 40 (24,24%) | 52 (26,00%)  | 53 (21,20%)  | 77 (25,24%)  |
| Југословени        | 10 (6,06%)  | 37 (18,50%)  | 0            | 0            |
| остали и непознато | 18 (10,90%) | 5 (2.505)    | 22 (8,80%)   | 29 (9,50%)   |
| Укупно             | 165         | 200          | 250          | 305          |

- напомене:

За 1869. и 1880. подаци су садржани у насељу Уљаник. До 1900. исказивано као део насеља.